# Turquie aux Jeux olympiques d'hiver de 2022
La Turquie participe aux Jeux olympiques d'hiver de 2022 à Pékin en Chine. Il s'agit de sa 18e participation à des Jeux d'hiver.

## Athlètes engagés
| Sport                                | Hommes | Femmes | Total |
| ------------------------------------ | ------ | ------ | ----- |
| Patinage de vitesse sur piste courte | 1      | 0      | 1     |
| Saut à ski                           | 1      | 0      | 1     |
| Ski alpin                            | 1      | 1      | 2     |
| Ski de fond                          | 1      | 2      | 3     |
| Total                                | 4      | 3      | 7     |

## Résultats

### Patinage de vitesse sur piste courte (short-track)
| Athlète     | Épreuve        | Série          | Série | Quart de Finale | Quart de Finale | Demi-finale    | Demi-finale | Finale Finale B | Finale Finale B |
| Athlète     | Épreuve        | Temps          | Rang  | Temps           | Rang            | Temps          | Rang        | Temps           | Rang            |
| ----------- | -------------- | -------------- | ----- | --------------- | --------------- | -------------- | ----------- | --------------- | --------------- |
| Furkan Akar | 1 000 m hommes | 1 min 25 s 462 | 2e    | 1 min 25 s 490  | 1er             | 1 min 27 s 102 | 3e          | 1 min 36 s 052  | 6e              |

### Saut à ski
| Athlète             | Épreuve          | Qualification | Qualification | Qualification | Finale   | Finale   | Finale   | Finale   | Finale  | Finale  | Finale  | Finale  |
| Athlète             | Épreuve          | Qualification | Qualification | Qualification | 1er saut | 1er saut | 1er saut | 2e saut  | 2e saut | 2e saut | Total   | Total   |
| Athlète             | Épreuve          | Distance      | Points        | Rang          | Distance | Points   | Rang     | Distance | Points  | Rang    | Points  | Rang    |
| ------------------- | ---------------- | ------------- | ------------- | ------------- | -------- | -------- | -------- | -------- | ------- | ------- | ------- | ------- |
| Fatih Arda İpcioğlu | Tremplin normal, | 74,5 m        | 52,8          | 46e           | 99,0 m   | 115,0    | 36e      | Éliminé  | Éliminé | Éliminé | Éliminé | Éliminé |
| Fatih Arda İpcioğlu | Grand tremplin,  | 116,0 m       | 94,6          | 40e           | 124,0 m  | 109,5    | 40e      | Éliminé  | Éliminé | Éliminé | Éliminé | Éliminé |

### Ski alpin
| Athlète     | Épreuve      | 1re manche    | 1re manche | 2e manche     | 2e manche | Finale        | Finale  |
| Athlète     | Épreuve      | Temps         | Rang       | Temps         | Rang      | Temps         | Rang    |
| ----------- | ------------ | ------------- | ---------- | ------------- | --------- | ------------- | ------- |
| Berkin Usta | Slalom       | Abandon       | Abandon    | Éliminé       | Éliminé   | Éliminé       | Éliminé |
| Berkin Usta | Slalom géant | 1 min 17 s 91 | 45e        | 1 min 24 s 81 | 43e       | 2 min 42 s 72 | 43e     |

| Athlète           | Épreuve      | 1re manche    | 1re manche | 2e manche     | 2e manche | Finale        | Finale |
| Athlète           | Épreuve      | Temps         | Rang       | Temps         | Rang      | Temps         | Rang   |
| ----------------- | ------------ | ------------- | ---------- | ------------- | --------- | ------------- | ------ |
| Özlem Çarıkçıoğlu | Slalom       | 1 min 9 s 45  | 56e        | 1 min 9 s 47  | 49e       | 2 min 18 s 92 | 49e    |
| Özlem Çarıkçıoğlu | Slalom géant | 1 min 15 s 98 | 59e        | 1 min 14 s 75 | 47e       | 2 min 30 s 73 | 48e    |

### Ski de fond
| Athlète            | Épreuve                | Temps         | Rang    |
| ------------------ | ---------------------- | ------------- | ------- |
| Yusuf Emre Fırat   | 15 km classique hommes | Abandon       | Abandon |
| Ayşenur Duman      | 10 km classique femmes | 37 min 36 s 7 | 87e     |
| Özlem Ceren Dursun | 10 km classique femmes | 39 min 17 s 6 | 92e     |

| Athlète                          | Épreuve            | Qualification | Qualification | Quart de finale | Quart de finale | Demi-finale         | Demi-finale | Finale    | Finale   |
| Athlète                          | Épreuve            | Temps         | Rang          | Temps           | Rang            | Temps               | Rang        | Temps     | Rang     |
| -------------------------------- | ------------------ | ------------- | ------------- | --------------- | --------------- | ------------------- | ----------- | --------- | -------- |
| Yusuf Emre Fırat                 | Individuel hommes  | 3 min 15 s 96 | 80e           | Éliminé         | Éliminé         | Éliminé             | Éliminé     | Éliminé   | Éliminé  |
| Ayşenur Duman                    | Individuel femmes  | 4 min 8 s 47  | 85e           | Éliminée        | Éliminée        | Éliminée            | Éliminée    | Éliminée  | Éliminée |
| Ayşenur Duman Özlem Ceren Dursun | Par équipes femmes | Non disputé   | Non disputé   | Non disputé     | Non disputé     | Ont concédé un tour | 12e         | Éliminées | 23e      |